# يونس الموريتاني
يونس الموريتاني أو عبد الرحمن ولد محمد الحسين ولد محمد سالم، كان قائدًا في تنظيم القاعدة، اعتقل بتهمة التخطيط لتنفيذ عمليات دولية وتكوين شبكة عالمية لتنفيذ هجمات في أوروبا سنة 2010.
اعتقلته الاستخبارات الباكستانية مع جنود من حرس الحدود في بلوشستان بمساعدة من الاستخبارات الأمريكية في 6 سبتمبر 2011 في كويته في باكستان مع اثنين آخرين، وذكر البيت الأبيض أنه تم التعاون مع الاستخبارات الباكستانية للقبض عليه.
وتم تسليمه إلى موريتانيا في 31 مايو 2013. حكم عليه بالسجن لمدة 20 عامًا في 20 أبريل 2015.